# César Cueto
César Augusto Cueto Villa (Lima, 1952. június 16. –) válogatott perui labdarúgó, középpályás.

## Pályafutása

### Klubcsapatban
1968 és 1971 között az Alianza Lima, 1972–73-ban a José Gálvez, 1974-ben a Deportivo Municipal, 1975 és 1978 között ismét az Alianza labdarúgója volt. 1979 és 1987 között Kolumbiában játszott. 1979 és 1983 között az Atlético Nacional, 1984–85-ben az América de Cali, 1986-ban a Deportivo Pereira, 1987-ben a Cúcuta Deportivo csapatában szerepelt. 1988-ban hazatért és újra az Alianza játékosa lett. Az aktív labdarúgást 1991-ben fejezte be. Az Alianzával három perui, az Atlético Nacionallal egy, az América de Calival kettő kolumbiai bajnoki címet szerzett.

### A válogatottban
1972 és 1985 között 51 alkalommal szerepelt a perui válogatottban és hat gólt szerzett. Tagja volt az 1975-ös Copa América-győztes csapatnak. Részt vett az 1978-as argentínai és az 1982-es spanyolországi világbajnokságon.

## Sikerei, díjai
Peru
- Copa América
  - győztes: 1975
  - bronzérmes: 1979

 Alianza Lima
- Perui bajnokság
  - bajnok (3): 1975, 1977, 1978

 Atlético Nacional
- Kolumbiai bajnokság
  - bajnok: 1981

 América de Cali
- Kolumbiai bajnokság
  - bajnok (2): 1984, 1985